# Anaceratagallia tianshanica
Anaceratagallia tianshanica är en insektsart som beskrevs av Dubovsky 1970. Anaceratagallia tianshanica ingår i släktet Anaceratagallia och familjen dvärgstritar. Inga underarter finns listade i Catalogue of Life.